# Senecio paniculatus
Senecio paniculatus là một loài thực vật có hoa trong họ Cúc. Loài này được P.J.Bergius miêu tả khoa học đầu tiên.